# Юрий Венелин
Ю̀рий Ива̀нович Венѐлин (псевдоним на Георги Хуца) е украински славист, българист, фолклорист, етнограф, филолог.

## Биография
Роден е на 22 септември 1802 г. в село Тибава (днес в Закарпатска област, Украйна) в свещеническо семейство от русински произход. След като завършва гимназия в Ужгород, постъпва в Сарматския лицей под името Юрий Венелин. В лицея бъдещият учен се увлича по историческите науки. През 1822 г. постъпва в Лвовския университет. По-късно заминава за Кишинев, където проучва езика и историята на българските преселници. Продължава обучението си в Москва, където следва медицина, но неговият интерес в областта на българския фолклор и етнография не престават.
През 1829 г. Юрий Венелин започва да издава един от най-задълбочените си и значими трудове, слагащ началото на съвременната българска фолклористика и етнография, а именно „Старите и сегашни българи в тяхното политическо, народописно, историческо и религиозно отношение спрямо русите“. Тази книга намира широк отзвук както в Русия, така и в тогавашните български земи, прави известно името на българите сред по-широк кръг от руската общественост и повлиява на много българи, между които и на Васил Априлов, да осъзнаят своята народност. Съчинението е издадено в 3 тома в периода (1829 – 1841 г.).
През 1830 г. е командирован в България от Руската академия в Санкт-Петербург (която през 1841 г. се слива с Руската академия на науките). Посещава някои български градове като Варна, Каварна, Силистра и други, и записва редица народни песни и умотворения, като се запознава непосредствено с някои особености на българския език.
За населението в европейската част на Османската империя Юрий Венелин пише в „Старите и сегашни българи в тяхното политическо, народописно, историческо и религиозно отношение спрямо русите“:
| „ | Населението на България се състои: главното – от българи; второстепенното – от турци, власи и гърци. Населението на Румелия се състои: главното – от българи; второстепенното – от турци, гърци и др. Населението на Македония се състои: коренното – от българи; второстепенното – от турци и гърци. Населението на Албания се състои: главното – от скипетари (албанци, арнаути); второстепенното – от българи. Населението на Тесалия се състои от власи, българи, турци, гърци. | “ |

В книгата си „О характере народных песен у славян задунайских“ (1835) той отбелязва:
| „ | Българите още повече обичат песните, отколкото сърбите. За приключенията на Крали Марко те зная много неща, които не знаят и сърбите, още повече, че Крали Марко се е родил в тяхната страна, в град Прилеп, и повече е скитал из България. Неговите дела съставят единна, огромна героична епопея – това е Одисеята на балканските славяни. | “ |

През 1836 г. установява контакти с доайена на българската емиграция в Одеса Васил Априлов, с когото води оживена кореспонденция. Той убеждава Васил Априлов да събира и съхранява песенния български фолклор. През този период Венелин изследва българския фолклор, етнография и език. Тези негови проучвания ще залегнат в по-късните му трудове.
Неговата книга „Критически изследвания за българската история“ е публикувана посмъртно (с известни съкращения) през 1849 г. в Москва по инициатива на Спиридон Палаузов и със средствата на живеещия в Русия български търговец Иван Денкоглу. През 1853 г. книгата е публикувана изцяло (по ръкописа на автора) в Земун, Австрийска империя, в български превод на калоферския учител Ботю Петков (бащата на Христо Ботев) и нейната поява изиграва сериозна роля в развитието на българската историография около средата на 19 век.
Юрий Венелин умира в Москва на 26 март 1839 г. Погребан е в Даниловия манастир до гроба на Николай Василевич Гогол.

## Други
На негово име са кръстени улици в Бургас, Враца, Варна, Видин, Габрово, Дупница, Пловдив, Хасково, Русе, Разград, Силистра, Монтана, Сливен, София и Стара Загора. В Габрово на едноименната улица има паметник на Юрий Венелин.